# Consuelo Dávila
María del Consuelo Dávila Pérez (1958 - 2023) fue una académica e investigadora mexicana de las Relaciones Internacionales, adscrita al Centro de Relaciones Internacionales de la Facultad de Ciencias Políticas y Sociales de la Universidad Nacional Autónoma de México. Falleció el 19 de marzo de 2023. 

## Biografía
Estudió la Licenciatura en Relaciones Internacionales por la FCPS-UNAM. Realizó estudios de Posgrado en el Instituto de Estudios Políticos de París, Francia, desarrollando una investigación sobre los Países No Alineados. Se desempeñó como profesora de carrera adscrita al Centro de Relaciones Internacionales en el área de Política Exterior de México.
Fungió como coordinadora de la Coordinación de Investigación del CRI. Cuenta con publicaciones sobre el Movimiento de Países No Alineados y Política Exterior de México. Así como diversas publicaciones sobre la Diplomacia de México.
En el año 2008 realizó una estancia académica en la Universidad Complutense de Madrid. 
En 2013 fue elegida presidenta de la Asociación Mexicana de Estudios Internacionales (AMEI) para 2014 y 2015. Fue coordinadora de la Coordinación de Extensión Universitaria de la FCPyS-UNAM y fue la Jefa de la División de Estudios Profesionales de la misma Facultad durante la dirección de Fernando Castañeda.
Fue miembro de la International Studies Association y llegó a fungir como Tesorera en su Global Caucus, bajo la dirección de Jacqueline Braveboy-Wagner.